# Mišnik (Pivka)
Mišnik je eden od izvirov reke Pivke in istoimenski potok. V Pivko se izliva kot desni pritok v bližini naselja Parje.